# Євросєть
Євросєть (рос. Евросеть) — російська компанія-рітейлер, що володіє однойменною мережею салонів стільникового зв'язку. Євросєть і один з її засновників Євген Чичваркін отримали широку популярність в Росії, завдяки яскравим рекламним кампаніям, епатажному іміджу, а також конфлікту з правоохоронними органами, який призвів до еміграції Чичваркіна. У 2006 році компанія займала 37% російського ринку стільникових телефонів. Штаб-квартира компанії знаходиться в Москві. Також компанія веде свій бізнес в Україні.